# Eduard Koksjarov
Eduard Alexandrovitj Koksjarov (russisk: Эдуард Александрович Кокшаров; født 4. november 1975 i Krasnodar, Sovjetunionen) er en russisk håndboldspiller, der til dagligt spiller for den slovenske ligaklub RK Celje, som han har spillet for siden 1999. Koksjarov har i en årrække været regnet som en af verdens stærkeste på venstre fløj.

## Landshold
Koksjarov har spillet over 200 landskampe og scoret mere end 1000 mål for det russiske landshold, og var blandt andet med til at vinde OL-guld i Sydney i 2000.